# Tartolc község
Tartolc község (románul: Comuna Târșolț) község Szatmár megyében, Romániában. Központja Tartolc, hozzá tartozik Kistartolc.

## Népessége
A 2011-es népszámlálás adatai alapján a község népessége 3059 fő volt.